# Zaru

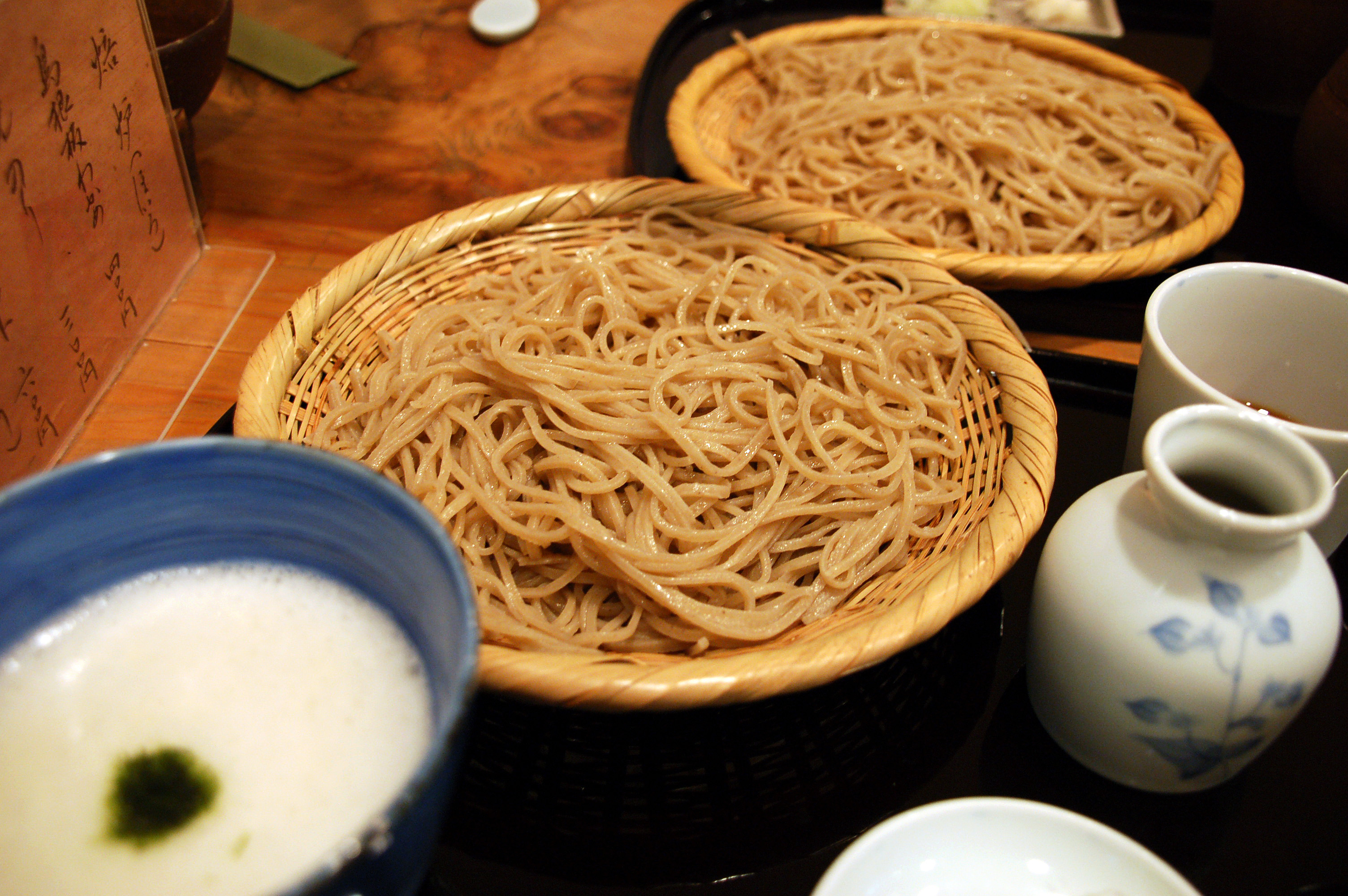
Soba servi sur un zaru

Les zaru (笊, 笊, ざる) sont des passoires rappelant des tamis fabriqués en bambou utilisés pour la préparation et la présentation dans la  cuisine japonaise. Ils peuvent être utilisés comme des tamis ou passoires occidentales, mais ont aussi une fonction esthétique et servent à présenter des plats comme des nouilles udon (on parle de zaru soba). Des versions en plastique ou en métal existent mais sont rarement utilisées pour la présentation.
De même que pour le makisu, les zaru doivent être séchés et stockés après usage pour prolonger leur durée de vie et prévenir le développement de bactéries et  champignons. Toutefois, le séchage en plein soleil est à éviter pour que le bambou ne craquelle pas. De par sa capacité à laisser passer du liquide sans s’abîmer, le terme est aussi utilisé en argot pour désigner une personne qui peut boire beaucoup d'alcool sans montrer de signes d'ébriété.